# مورنا (حزب سیاسی)
مورنا (تلفظ اسپانیایی: [moˈɾena]) یک حزب بزرگ سیاسی چپ‌گرای مکزیکی است. این حزب به عنوان یک حزب ضد نئولیبرال و پوپولیستی توصیف می‌شود. این حزب از سال ۲۰۱۸ در مکزیک حاکم است. از سال ۲۰۲۳ این حزب از نظر تعداد اعضا بزرگ‌ترین حزب سیاسی در مکزیک است.
این نام مخفف Movimiento Regeneración Nacional (جنبش بازسازی ملی) است و در اسپانیایی به معنای پوست قهوه ای است. همچنین اشاره ای به حامی ملی کاتولیک مکزیک دارد: باکره گوادالوپ، معروف به «لا مورنا».
این سازمان که در سال ۲۰۱۱ به عنوان یک سازمان غیرانتفاعی تأسیس شد و در سال ۲۰۱۴ به‌طور رسمی به عنوان یک حزب سیاسی ثبت شد، توسط آندرس مانوئل لوپز اوبرادور (AMLO) نامزد سه بار ریاست جمهوری و رئیس‌جمهور فعلی مکزیک رهبری می‌شد تا اینکه در ۱۲ دسامبر ۲۰۱۷ ثبت نام کرد. به عنوان کاندیدای نامزدی حزب، و یدکول پولونسکی جانشین او شد.
برای انتخابات عمومی ۲۰۱۸، ائتلاف Juntos Haremos Historia (با هم تاریخ خواهیم ساخت) را با حزب چپگرای کارگر و حزب محافظه کار مسیحی رویارویی اجتماعی تشکیل داد. این کشور با کسب ۵۳ درصد آرای مردم به ریاست جمهوری رسید و اکثریت را در مجلس سنا و مجلس نمایندگان به دست آورد.
مورنا بخشی از اتحاد Juntos Hacemos Historia برای انتخابات قانونگذاری ۲۰۲۱ بود.

## تاریخ انتخابات

### انتخابات ریاست جمهوری
| سال انتخابات | نامزد                      | رای        | %     | نتیجه     |
| ------------ | -------------------------- | ---------- | ----- | --------- |
| ۲۰۱۸         | آندرس مانوئل لوپز اوبرادور | ۳۰٬۱۱۳٬۴۸۳ | ۵۳/۲۰ | انتخاب شد |
| ۲۰۲۴         | کلودیا شینبام              |            |       |           |

### انتخابات قوه مقننه
اتاق نمایندگان
| سال انتخابات | # از آرای منطقه | ٪ از رای منطقه | # از آرای متناسب | ٪ از رای متناسب | # از کرسی‌های کلی کسب کرد |
| ------------ | --------------- | -------------- | ---------------- | --------------- | ------------------------ |
| ۲۰۱۵         | ۳٬۳۲۷٬۷۹۳       | ۸٫۸            | ۳٬۳۴۶٬۳۰۳        | ۸٫۴             | ۳۵ از ۵۰۰                |
| ۲۰۱۸         | ۷۰۹٬۸۴۰         | ۱٫۲۷           | ۲۰٬۹۷۲٬۵۷۳       | ۳۷٫۲۵           | ۱۸۹ از ۵۰۰               |
| ۲۰۲۱         | ۶٬۵۷۱٬۱۲۷       | ۱۳٫۴۵          | ۱۶٬۷۵۹٬۹۱۷       | ۳۴٫۱۰           | ۱۹۷ از ۵۰۰               |

## لیست روسای حزب
| صاحب دفتر                  | مدت، اصطلاح                  | حالت        |
| -------------------------- | ---------------------------- | ----------- |
| مارتی باترس                | ۲۰۱۲–۲۰۱۵                    | مکزیکوسیتی  |
| آندرس مانوئل لوپز اوبرادور | ۲۰۱۵–۲۰۱۷                    | تاباسکو     |
| یدکول پولونسکی گورویتز     | ۲۰۱۷–۲۶ ژانویه ۲۰۲۰          | ایالت مکزیک |
| آلفونسو رامیرز کوئلار      | ۲۶ ژانویه ۲۰۲۰–۲۴ اکتبر ۲۰۲۰ | زاکی تاکاس  |
| ماریو مارتین دلگادو        | ۲۴ اکتبر ۲۰۲۰–اکنون          | ایالت مکزیک |